# Národní zájem
Národní zájmy (francouzsky Raison d'État – zájem státu) jsou veřejné zájmy, kolektivní cíle nebo ambice občanů daného státu v ekonomické nebo kulturní sféře. Je to pojem související s právním státem a mezinárodními vztahy.
Základními nebo též životními zájmy státu jsou udržení jeho suverenity, územní celistvosti a politické nezávislosti. Pro Českou republiku dále pak je životním zájmem obrana demokracie a právního státu a ochrana základních lidských práv a svobod obyvatel. Ochrana životních zájmů státu a jeho občanů je základní povinností vlády.

## Strategické zájmy České republiky
Strategické zájmy ČR jsou zejména
- bezpečnost a stabilita – především v euroatlantickém prostoru,
- zachování globální stabilizační role a zvýšení efektivnosti OSN,
- komplementární rozvíjení obranných schopností NATO a EU,
- pevná transatlantická vazba v rámci NATO a budování strategického partnerství mezi NATO a EU,
- rozvíjení role OBSE v oblasti prevence ozbrojených konfliktů,
- stabilizace a demokratizace,
- potírání mezinárodního terorismu,
- snižování rizika šíření zbraní hromadného ničení a jejich nosičů,
- eliminace organizovaného zločinu a nelegální migrace,
- snížení rizika napadení území ČR zbraněmi hromadného ničení – pomocí raket či jiných prostředků,
- podpora regionální spolupráce,
- zajištění ekonomické bezpečnosti ČR prostřednictvím posilování globální ekonomické stability, diverzifikací zdrojů strategických surovin, výrobků, služeb, zdrojů a forem kapitálových toků a ochrany strategických infrastruktur,
- posilování konkurenceschopnosti domácího obranného průmyslu a zajištění adekvátní úrovně strategických rezerv a
- podpora šíření svobody a demokracie a principů právního státu.[2]